# Jerónimo de Sousa
Jerónimo Carvalho de Sousa (ur. 13 kwietnia 1947 w Loures) – portugalski polityk, od 2004 do 2022 sekretarz generalny Portugalskiej Partii Komunistycznej (PCP), poseł do Zgromadzenia Republiki.

## Życiorys
Urodził się w rodzinie robotniczej. W wieku 14 lat podjął pracę w odlewni stali MEC w okolicach Lizbony. We wczesnej młodości zaangażował się w działalność ruchu komunistycznego. W latach 1969–1971 brał udział w wojnie Portugalii z ruchami niepodległościowymi na terenie Afryki, służąc w Gwinei Bissau. Po powrocie do kraju wziął udział w związkowych wyborach w 1973 i został wybrany na przewodniczącego związku metalowców Sindicato dos Metalúrgicos de Lisboa. Od 1974 do 1995 był również przedstawicielem pracowników w radzie zarządzającej MEC.
Po rewolucji goździków wstąpił do Portugalskiej Partii Komunistycznej, z ramienia której uzyskał w 1975 mandat posła do konstytuanty. W portugalskim parlamencie zasiadał następnie do połowy lat 90. jako poseł I, II, III, IV, V i VI kadencji. W 2002 powrócił do Zgromadzenia Republiki IX kadencji, uzyskując następnie reelekcję w kolejnych wyborach (do 2022 włącznie) na X, XI, XII, XIII, XIV i XV kadencję.
W 1979 wybrano go w skład komitetu centralnego PCP, a w 1992 został członkiem komitetu politycznego partii. W 2004 zastąpił Carlosa Carvalhasa na funkcji sekretarza generalnego PCP. Portugalskimi komunistami kierował do 2022.
Zarejestrował swoją kandydaturę w wyborach prezydenckich w 1996, zrezygnował jednak przed głosowaniem, popierając Jorge Sampaio. Wystartował następnie w wyborach w 2006, otrzymując 8,6% głosów (zajął 4. miejsce wśród 6 kandydatów).